# Primulina maguanensis
Primulina maguanensis là một loài thực vật có hoa trong họ Tai voi (Gesneriaceae). Loài này có ở Vân Nam (Trung Quốc); được Z.Yu Li, H.Jiang & H.Xu mô tả khoa học đầu tiên năm 2008 dưới danh pháp Chirita maguanensis. Năm 2011, Mich.Möller & A.Weber chuyển nó sang chi Primulina.